# Giorgio Spinola

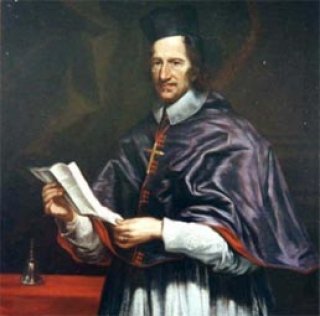
Kardinal Giorgio Spinola

Giorgio Cristoforo Spinola (* 5. Juni 1667 in Genua; † 17. Januar 1739 in Rom) war päpstlicher Diplomat und Kardinalstaatssekretär unter Papst Innozenz XIII.

## Leben
Spinola entstammte der genuesischen Adelsfamilie Spinola, die zwischen dem 16. und dem 19. Jahrhundert mehrere Kardinäle hervorgebracht hat. Er studierte in Siena und begann seine Laufbahn 1694 an der Apostolischen Signatur. 1695 weilte er als Vizelegat in Ferrara, anschließend wurde er Konsultor des Heiligen Offiziums. Nachdem Spinola 1703 als Inquisitor nach Malta berufen wurde, empfing er am 6. Juni 1706 die Diakonenweihe, eine Woche später wurde er zum Priester geweiht.
Papst Clemens XI. ernannte ihn am 1. Juni 1711 zum Titularerzbischof von Caesarea in Cappadocia. Die Bischofsweihe spendete ihm sechs Tage später Kardinal Fabrizio Paolucci; Mitkonsekratoren waren Ferdinando Nuzzi und Domenico de Zaoli. Am 6. Juli 1711 bestellte der Papst Spinola zum Apostolischen Nuntius in Spanien, bereits am 29. Juni war die Berufung zum Päpstlichen Thronassistenten erfolgt. Im Mai 1713 wurde Spinola Nuntius am kaiserlichen Hof in Wien, was er bis 1720 blieb. Am 29. November 1719 nahm ihn Clemens XI. ins Kardinalskollegium auf, später wurde ihm die Titelkirche Sant’Agnese fuori le mura zugewiesen. Kardinal Spinola nahm am Konklave des Jahres 1721 teil.
Der neue Papst Innozenz XIII. berief ihn am 10. Mai 1721 zu seinem Kardinalstaatssekretär. Nach der Wahl Benedikts XIII. im Jahr 1724 verlor er dieses Amt wieder. In den folgenden Jahren wirkte Kardinal Spinola unter anderem als Päpstlicher Legat in Bologna von 1727 bis 1731. Im Dezember 1734 wies ihm Papst Clemens XII. die Titelkirche Santa Maria in Trastevere zu. Von 1736 bis 1737 vertrat er Kardinal Annibale Albani als Camerlengo. Am 27. November 1737 wurde er Kardinalprotektor des Kamaldulenserordens. Nachdem er noch im selben Jahr auf die Titelkirche Santa Prassede optierte, stieg Kardinal Spinola im September 1738 zum Kardinalbischof von Palestrina auf.
Er starb im Januar des Folgejahres und wurde in der römischen Kirche San Salvatore delle Coppelle beigesetzt.